# Krishnarayapuram
Krishnarayapuram là một thị xã panchayat của quận Kapur thuộc bang Tamil Nadu, Ấn Độ.

## Nhân khẩu
Theo điều tra dân số năm 2001 của Ấn Độ, Krishnarayapuram có dân số 10.526 người. Phái nam chiếm 50% tổng số dân và phái nữ chiếm 50%. Krishnarayapuram có tỷ lệ 61% biết đọc biết viết, cao hơn tỷ lệ trung bình toàn quốc là 59,5%: tỷ lệ cho phái nam là 68%, và tỷ lệ cho phái nữ là 54%. Tại Krishnarayapuram, 12% dân số nhỏ hơn 6 tuổi.